# Exoteología
El término «exoteología» fue acuñado en los años 60 o principios de los 70 para la examinación de cuestiones teológicas concernientes a la inteligencia extraterrestre. Está principalmente interesada en ambas conjeturas sobre posibles creencias teológicas que los extraterrestres puedan tener, o cómo nuestras propias teologías han sido o serán influenciadas por la evidencia de y/o interacción con extraterrestres.
Uno de los temas principales de la exoteología es aplicar el concepto de extraterrestres sensibles, y más en concreto, dotados de alma, como experimento mental a la examinación de una teología determinada, sobre todo la teología cristiana, también ocasionalmente la judía.

## Cristianismo
Uno de los primeros escritores cristianos que abordó esta cuestión fue C. S. Lewis (1898-1963), quien en un artículo de los años 50 en el Christian Herald contempló la posibilidad de que el Hijo de Dios se reencarnara en otros mundos extraterrestres, o que Dios podría idear un plan de salvación enteramente diferente del aplicado a los humanos para las comunidades extraterrestres.
El teólogo luterano Ted Peters (2003) afirma que las cuestiones incrementadas por la posibilidad de vida extraterrestre no son de ninguna manera nuevas para la teología cristiana y no plantean de ninguna manera, como afirman otros autores, una amenaza para el dogma cristiano. Peters apunta que la teología medieval consideró frecuentemente la cuestión «¿qué pasaría si Dios hubiese creado muchos mundos?», como hicieron los primeros Padres de la Iglesia al discutir las antípodas. 
El teólogo católico vaticano Corrado Balducci a menudo comenta la cuestión en los medios populares italianos, y en 2001 publicó una declaración ovnis y Extraterrestres - ¿Un Problema para la Iglesia?.
En una declaración de 2008, José Gabriel Funes, jefe del Observatorio Vaticano, dijo
«Tal y como hay una multitud de criaturas en la Tierra, puede haber otros seres, incluso inteligentes, creados por Dios. Esto no contrasta con nuestra fe porque no podemos poner límites a la libertad creativa de Dios». 
Confesiones más pequeñas también tienen tratamientos similares en sus escritos clave: La Ciencia Cristiana y el Curso de Milagros tratan a los extraterrestres como seres espirituales hermanos en una experiencia física no absoluta, el fundador del primer escrito, «El universo del Espíritu está poblado de seres espirituales,...», y Emanuel Swedenborg escribió, «Cualquiera con un intelecto sensible puede saber de muchas consideraciones que hay numerosos mundos con población en ellos.El pensamiento racional lleva a la conclusión de que los cuerpos gigantes como los planetas, algunos de ellos más grandes que nuestra propia Tierra, no son masas vacías creadas para simplemente vagar sin rumbo alrededor del sol, y brillar con su débil luz sobre un planeta.No, deben tener un propósito mayor que ese.... ¿Qué sería un planeta para Dios, que es infinito, y para quien miles, o incluso decenas de miles de planetas, todos llenos de habitantes, serían tal asunto insignificante como para ser casi nada?»

## Judaísmo
El rabino Aryeh Kaplan, quien también era físico, se inclinaba hacia la creencia de la vida extraterrestre, citando varias autoridades judías clásicas. Entre ellas estaban el filósofo medieval y rabino Chasdai Crescas (Ohr Hashem 4:2) y el cabalista y rabino del siglo XVIII Pinchas Eliyahu Horowitz (Sefer HaBris).Después de presentar sus fuentes, el rabino Kaplan comenta, «Nosotros por tanto encontramos la tesis básica del Sefer HaBris apoyada por un número de casos claros de declaraciones por nuestros eruditos.Puede incluso haber otras formas de vida inteligente en el universo, pero estas formas de vida no tienen libre albedrío, y por tanto no tienen responsabilidad moral» - al menos en el mismo sentido que los seres humanos.
El rabino Kaplan también cita Jueces 5:23 («Meroz está maldito...»), sobre el que Rashi, el principal comentarista medieval afirma, «Algunos dicen que [Meroz] era un planeta, y otros dicen que [Meroz] fue un personaje prominente quien estaba cerca de la zona de batalla y aún así no se acercó [para intervenir].»
El rabino Norman Lamm, antiguo rector de la Universidad Yeshiva, también ha escrito sobre este tema, afirmando que si la existencia extraterrestre debiera ser confirmada, los académicos religiosos deberían revisar suposiciones previas al contrario. Él, también, no descarta esta posibilidad desde una perspectiva judía ortodoxa.
El rabino Joseph B. Soloveitchik es citado como abierto a la vida extraterrestre.Se dice que comentó que la vida en otros planetas solo reflejaría la grandeza de Dios, que excede el entendimiento mortal, mientras que no contradice el papel del pueblo judío para acatar la Torah, cumpliendo así la voluntad de Dios aquí en la Tierra.

## Islam
Dependiendo en los Suras citados, el Corán parece dejar abierta la puerta a la idea de los extraterrestres, como en 27:65, situados a la par de los humanos sujetos al juicio divino dirigidos hacia el cielo o el infierno como recompensa o castigo por los actos de la vida de cada uno.